# Platyurosternarchus macrostomus
Platyurosternarchus macrostomus är en fiskart som först beskrevs av Günther, 1870.  Platyurosternarchus macrostomus ingår i släktet Platyurosternarchus och familjen Apteronotidae. IUCN kategoriserar arten globalt som livskraftig. Inga underarter finns listade i Catalogue of Life.